# Classmate PC
Classmate PC (ранее назывался Eduwise) — проект Intel по разработке недорогого персонального компьютера, ввиду своей низкой цены доступного для детей в развивающихся странах. Является альтернативой другого похожего проекта One Laptop Per Child.

## Программа Intel World Ahead
Успехи программы Intel World Ahead, запущенной в мае 2006 г., привели к успешной разработке недорогого компьютерного образца, на основе которого другие компании могут изготавливать компьютеры под своими марками.
Директором программы является Крейг Барретт, председатель Совета Интел. Компания не планирует выпускать сами изделия, но готова производить необходимые микросхемы. Производители могут воспользоваться дизайн-образцами для изготовления реальных прототипов.
Глобальная инициатива Intel World Ahead подразумевающей безвозмездную передачу школам современных специализированных мобильных устройств — «Персональных мобильных компьютеров ученика» (Classmate PC) на базе технологий Intel.

## Сравнение с проектом One Laptop Per Child (OLPC)
В отличие от OLPC, компьютер Intel будет доступен как с GNU/Linux, так и с Windows NT 5.1. Версия с Windows NT сможет использовать модуль Trusted Platform Module (TPM) для управления цифровыми правами (DRM) на уровне аппаратуры.
Метод кардинальной переделки аппаратной и программной части компьютера под уровень учебных организаций, принятый за основу в OLPC, был раскритикован Intel, которая считает, что даже развивающиеся страны нуждаются в полноценных ПК. Ноутбук XO в 2005 г. был оценен как «игрушка». В противовес, Classmate нацелен на реализацию «полноценной среды». Однако, следует отметить, что и цена на Classmate PC указывается «свыше $200».
В OLPC предполагается использовать процессор конкурирующей компании AMD Geode.

## Уровень продаж
Ограниченные в средствах правительства Мексики и Бразилии стоят перед выбором платформы для массовых закупок — OLPC или Classmate PC. Бразильское правительство заявило, что будет придерживаться открытого ПО вне зависимости от выбранного решения.
Тридцать опытных образцов были предоставлены Intel бразильскому министерству образования для тестирования.
В 2008 году корпорация Intel приступила к реализации программы «Мобильные технологии — школам», осуществляемой в странах СНГ в рамках глобальной инициативы Intel World Ahead и подразумевающей безвозмездную передачу школам современных специализированных мобильных устройств — «Персональных мобильных компьютеров ученика» (Classmate PC) на базе технологий Intel. Всего в текущем году в рамках программы, рассчитанной на несколько лет, школам России, Украины и Казахстана будет передано 3300 подобных компьютеров, способствующих повышению уровня компьютерной грамотности школьников и развитию навыков использования современной компьютерной техники учителями в образовательном процессе. В дальнейшем программа охватит также и Азербайджан.

## Аппаратное устройство
Образцы Classmate PC содержат следующие компоненты (по состоянию на 28 сентября 2006 г.):
- видоизменённый мини-корпус размером 245 x 196×44 мм
- ЦПУ: мобильный Intel® Celeron M (915GMS + ICH6-M)
- тактовая частота ЦПУ: 900 МГц (кэш II уровня отсутствует, FSB частотой 400 МГц)
- 800 x 480 LCD-экран с диагональю 7", интерфейс LVDS, LED-подсветка
- 256 Мб ОЗУ типа DDR2
- 2 Гб флэш-памяти NAND, подключённой через USB
- сетевая карта 10/100 Мбит ethernet
- беспроводная связь Wi-Fi Realtek WLAN 802.11b/g c антенной, подключённая по USB
- графический чип Intel GMS915 integrated graphics (используется 8 Мб основной памяти)
- встроенный микрофон
- встроенные стереодинамики
- выходы и входы для стереозвука
- встроенная клавиатура с дополнительными функциональными кнопками
- круглый тачпад с отдельными правой и левой кнопками
- модифицированные заметки с беспроводной ручкой для письма
- TPM1.2 (Trusted Platform Module компании Infineon Technologies AG) для защиты от хищения данных
- источники питания: аккумулятор Li-Ion (примерно на 4 часа работы) и внешний блок питания.

## Программное обеспечение
Устройство способно работать как с GNU/Linux, так и с Windows XP Pro, а от первоначальных планов предустанавливать XP Embedded отказались. Intel ведёт работу с различными сообществами GNU/Linux для обеспечения совместимости с их версиями. В частности, была переработана версия Mandriva. На настоящий момент прототипы поддерживают следующие дистрибутивы:
- Debian GNU/Linux
- Ubuntu
- DSL
- Mandriva
- Metasys (International Syst в Бразилии)
- Pixart (Аргентина)

## Другие похожие проекты
- Children's Machine (XO), также называемый «проект $100 ноутбука»
- VIA NanoBook pc-1 Initiative — проект компании VIA Technologies, призванный устранить цифровое неравенство
- ASUS Eee PC, совместный проект Intel и ASUS
- Tianhua GX-1C, серия недорогих компьютеров, разработанных Sinomanic в Китае
- Longmeng или «Мечта о драконе» — недорогой компьютер в Китае
- OpenBook Project — разработка ноутбука схожего с Children’s Machine
- Simputer более ранний проект по созданию дешёвого карманного ПК
- Wizzy Digital Courier — доступ в интернет в сельских школах через USB-подключаемое устройство
- Edubuntu — специальный дистрибутив GNU/Linux для школ и домашнего обучения, основанный на Ubuntu
- Skolelinux — аналогичный дистрибутив, основанный на Debian